# Titia Brongersma

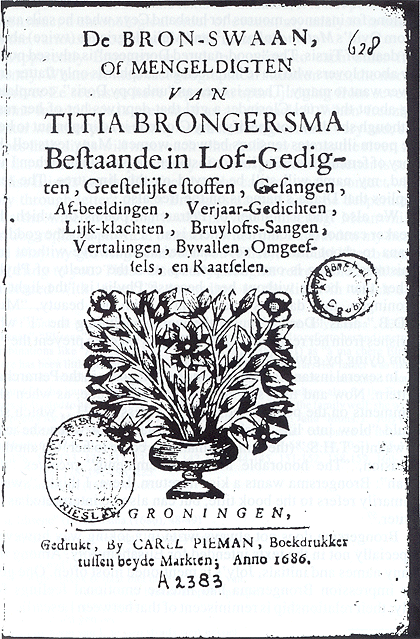
Titelpagina van De Bron-swaan van Titia Brongersma (C. Pieman, Groningen, 1686).

Titia Brongersma (Dokkum, Friesland, ca. 1650 – Groningen, ca. 1700) was een Fries-Groningse dichteres aan het einde van de 17e eeuw. In 1686 verscheen er een bundel van haar hand in druk, De Bron-swaan.

## Leven
Titia Brongersma was de dochter van Bronger Wijtses, chirurgijn, en Aeltien Koertsdochter. Ze bleef voor zover bekend haar hele leven ongehuwd.
Zij kwam uit een welgestelde familie met familieleden in de hogere kringen van Leeuwarden, zoals Julius Brongersma, advocaat, en Hillebrandt Brongersma, burgemeester.

## Inhoud dichtbundel
Brongersma staat bekend om haar huiselijke onderwerpen (borduren, bloemschikken, boetseren) en haar liefdesgedichten aan Elise (Elisabeth Joly). Zij schreef lofdichten op onder meer de Friese dichter Adriaan Tymens, de Groningse arts Ludolph Smids, de Friese dichteres Eelkje van Bouricius en de Amsterdamse dichteres Katharyne Lescailje. Tevens bevat haar bundel vier gedichten in het Fries en enkele vertalingen van de Franse dichter Pierre de Ronsard.

## Het hunebedonderzoek

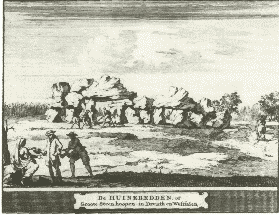
Gravure van de opgraving in Borger door Titia Brongersma (links) (1685). In: Ludolph Smids, Schatkamer der Nederlandse Oudheden (1711). Gravure van J. Schijnvoet.

Titia Brongersma werd ook bekend om haar onderzoek naar hunebedden. De aanleiding was een bezoek aan Jan Laurens Lenting(h), "schulte" van Borger in Drenthe met Pinksteren 1685. Ze liet in juni van dat jaar in Borger een groot hunebed opgraven. Het was het eerste (vastgelegde) veldonderzoek van een Nederlands hunebed.
Ze vond veel kiezelstenen die straatgewijs naast elkaar waren gelegd. Daaronder trof ze vele ronde potten met een bruinblauwe of donkerrode kleur. Enkele hadden twee en andere hadden vier oren. Deze potten vielen uiteen en er kwamen doodsbeenderen en as tevoorschijn.
Tot haar verbazing bleek het om een oude begraafplaats te gaan en niet om een door reuzen "opgestapelde steenhoop". Het inspireerde haar tot haar gedicht Loflied op 't hunebed.
Lof op 't hunebed, of de ongemene, opgestapelde steenhoop te Borger in Drente
'k Sta als verbaasd deez' steenmijt aan te schouwen.
't Schijnt dat weleer het dappere Hunnenschap
Daar heeft gewild een denk-plaats op te bouwen
Om zo te streven op de eretrap.
Neen, 't is 't gestapel waar een drom van reuzen
Door wraak gehitst het godendom bestreed,
Doch die men zag tot mortel zelfs verkneuzen
Door 't bliksemvuur van Mulciber gesmeed.
Of 't zijn alleen getorste pyramijden,
Of tomben, want dit grove berggewas
Besluit in haar gewelfsel van voortijden
Nog, als bewijs, geheiligde offer-as.
Neen, 't is veeleer Natura's marmeren tempel,
Waarin zij wil dat men haar godheid eert,
En aan de voet haars negentallige drempels
Niets anders dan een lofgezang begeert.
Laat Thebe vrij nog pochen op haar muren,
Die schier in 't hoog bereikten 't wolkgespan,
Dit rotsgevaart zal langer kunnen duren.
Geen kracht, hoe groot, haar force kwetsen kan.
Kom nimfjes, en gij Drentse herderreien!
Bepronk met loof dit Borger steenpaleis!
Wil top en kruin met bloemen overspreien.
Schenk aan Natuur daarvan haar deel en eis.
Ik neurie dan met hese en schorre tonen
('t Zij wat het wil) tot roem der wondere grot
Een loflied en bereid de eiken kronen,
Waarmee 'k bepruik het grote keienslot.
(In: De Bron-swaan, 1686)

De Groningse arts, oudheidkundige en dichter Ludolph Smids deed verslag van haar opgraving in zijn Schatkamer der Nederlandse Oudheden (1711). Hij schreef naar aanleiding van deze opgraving een gedicht over een lijkbus.

## Uitgaven
- De Bron-swaan of mengeldigten van Titia Brongersma (Groningen, 1686)
- Mogelijk is er nog een tweede dichtbundel geweest: Hemelse Orgeltoonen (geen exemplaar bekend)

### Vertaling
- (en)  (nl)  Eric Miller, The Swan of the Well by Titia Brongersma. McGill-Queen’s University Press, Montreal (2020). Tweetalige editie, 538 pp. ISBN 9780228003380